# Zmarli w listopadzie 2015

## Listopad 2015
- 30 listopada
  - Marek Klingberg – izraelski epidemiolog polsko-żydowskiego pochodzenia, szpieg KGB[1]
  - Wiesław Magdzik – polski lekarz epidemiolog, prof. zw. dr hab. n. med, dyrektor Państwowego Zakładu Higieny (1981–1990)[2]
  - Fatema Mernissi – marokańska pisarka feministyczna[3]
  - Shigeru Mizuki(inne języki) – japoński autor komiksów manga[4]
  - Stanisław Stańczyk – polski zakonnik, redemptorysta, biblista, tłumacz Pisma Świętego[5]
  - Franciszek Walczak – polski kardiolog, elektrofizjolog, prof. dr hab. n. med.[6]
  - Józef Wójcik – polski dziennikarz i polityk, poseł na Sejm PRL IX kadencji i na Sejm kontraktowy (1985–1991), wiceprezes Stowarzyszenia „Pax” (1986–1989)[7]
- 29 listopada
  - Tadeusz Grudziński – polski naukowiec, historyk[8]
  - Joe Marston – australijski piłkarz[9]
  - Christopher Middleton(inne języki) – brytyjski poeta[10]
  - Eldar Riazanow – rosyjski reżyser filmowy[11]
- 28 listopada
  - Luc Bondy – szwajcarski reżyser teatralny i filmowy[12]
  - Gerry Byrne – angielski piłkarz[13]
  - Tahir Elçi – kurdyjski prawnik i obrońca praw człowieka[14]
  - Federico O. Escaler – filipiński duchowny katolicki, biskup, prałat terytorialny[15]
  - Barbro Hiort af Ornäs – szwedzka aktorka[16]
  - Aleksander Kopeć – polski polityk, inżynier, minister przemysłu maszynowego (1975–1980), wicepremier (1980–1981)[17]
  - Andrzej Kowalczyk – polski trener koszykarski i koszykarz[18]
  - José María Mendiluce – hiszpański polityk i publicysta, urzędnik ONZ, poseł do Parlamentu Europejskiego III i IV kadencji (1994–2004)[19]
  - Marjorie Lord – amerykańska aktorka[20]
  - Maurice Strong – kanadyjski przedsiębiorca, polityk, dyplomata, wicesekretarz generalny ONZ[21]
  - O‘tkir Sultonov – uzbecki polityk, premier Uzbekistanu (1995–2003)[22]
  - Tomasz Tomczykiewicz – polski polityk, poseł na Sejm, sekretarz stanu w Ministerstwie Gospodarki (2011–2015)[23]
  - Janusz A. Włodarczyk – polski architekt, prof. dr hab. inż. arch.[24]
- 27 listopada
  - Krzysztof Jaszczyński – polski działacz społeczny, varsavianista, współtwórca portalu www.Warszawa1939.pl i Fundacji „Warszawa1939.pl”[25]
  - Tomasz Bonarowski – polski realizator i producent muzyczny, muzyk sesyjny[26]
  - Hilary Kluczkowski – polski aktor teatralny[27][28]
  - Tadeusz Kobak – polski grafik, ilustrator i karykaturzysta[29][30]
  - Eugeniusz Nałęcz – polski nauczyciel i działacz państwowy, wicewojewoda ostrołęcki (1984–1990)[31]
  - José Benedito Simão – brazylijski duchowny katolicki, biskup[32]
  - Władysław Jerzy Wężyk – polski dyplomata i działacz gospodarczy[33]
- 26 listopada
  - Sławomir Dutkiewicz – polski chirurg-urolog, prof. zw. dr hab. n. med.[34]
  - Alfred Kienitz – polski ekonomista, specjalista w zakresie polskich portów morskich, kawaler Krzyża Kawalerskiego Orderu Odrodzenia Polski[35]
  - Andrzej Kłopotek – polski polityk, poseł na Sejm w latach 2006–2007[36]
  - Zachariasz Jabłoński – polski duchowny rzymskokatolicki, paulin, dr hab. nauk teologicznych, profesor nadzwyczajny UKSW[37]
  - Maria Nartonowicz-Kot – polski historyk, nauczyciel akademicki, profesor Uniwersytetu Łódzkiego[38]
- 25 listopada
  - O’Neil Bell – jamajski bokser[39]
  - Gloria Contreras Roeniger – meksykańska tancerka i choreograf[40]
  - Tadeusz Kazimierz Dorywalski – polski weteran II wojny światowej, uczestnik bitwy o Monte Cassino, kawaler orderów[41]
  - Zbigniew Łukaszewski – polski pułkownik WP w stanie spoczynku, kawaler Orderu Virtuti Militari[42]
  - Beth Rogan – angielska aktorka[43]
  - Elmo Williams – amerykański montażysta, producent filmowy, zdobywca Oscara[44]
- 24 listopada
  - Tullia Carettoni Romagnoli – włoska polityk i nauczycielka, senator, eurodeputowana I kadencji[45]
  - Zofia Uziak – polska specjalista w zakresie agronomi i ogrodnictwa, prof. dr hab.[46]
- 23 listopada
  - Jerzy Browkin – polski matematyk zajmujący się algebraiczną teorią liczb[47]
  - Dan Fante(inne języki) – amerykański pisarz i dramaturg, syn Johna Fante[48]
  - Kazimierz Jakóbczyk – polski działacz samorządowy, burmistrz miasta Czeladź (1995–1998, 1998–2002)[49]
  - Cynthia Robinson – amerykańska trębaczka, muzyk zespołu Sly and the Family Stone[50]
  - Douglass North – amerykański ekonomista i historyk, laureat Nagrody Banku Szwecji im. Alfreda Nobla w dziedzinie ekonomii (1993)[51]
- 22 listopada
  - Dominik Fijałkowski – polski botanik, obrońca środowiska naturalnego, prof. dr hab.[52]
  - Jerzy Karasiński – polski piłkarz grający na pozycji bramkarza[53]
  - Walentin Mogilny – rosyjski gimnastyk sportowy, pięciokrotny mistrz świata[54]
  - Monika Szwaja – polska pisarka[55]
  - Joseph Silverstein – amerykański skrzypek i dyrygent[56]
  - Jerzy Uśpieński – polski dziennikarz i esperantysta[57]
- 21 listopada
  - Barbara Borkowska-Larysz – polski architekt wnętrz, prof. dr hab., wykładowca Politechniki Białostockiej[58]
  - Bob Foster – amerykański bokser[59]
  - Linda Haglund – szwedzka lekkoatletka[60]
  - Ken Johnson – amerykański bejsbolista[61]
  - Stefan Maj – polski artysta-rzeźbiarz[62]
  - Kim Young-sam – południowokoreański polityk[63]
- 20 listopada
  - Wanda Bigoszewska – polska publicystka, autorka prac o tematyce historyczno-wojskowej[64]
  - Hubert Jean Buchou – francuski polityk i działacz rolniczy, eurodeputowany I i II kadencji[65]
  - Keith Michell – australijski aktor[66]
  - Edward Żuk – polski samorządowiec, inżynier i działacz rolniczy, starosta tomaszowski (1999–2006)[67][68]
- 19 listopada
  - Stanisław Krzemiński – polski elektrotechnik, informatyk, prof. dr hab. inż., wykładowca Politechniki Warszawskiej[69]
  - Rex Reason – amerykański aktor[70]
  - Włodzimierz Wójcik – polski polityk i prawnik, były wojewoda świętokrzyski[71]
- 18 listopada
  - Władysław Bukowski – polski samorządowiec i urzędnik, przewodniczący rady miejskiej Przemyśla[72]
  - John Gainsford – południowoafrykański rugbysta, trener i działacz[73]
  - Antoni Jutrzenka-Trzebiatowski – polski profesor nauk biologicznych, nauczyciel akademicki Uniwersytetu Warmińsko-Mazurskiego w Olsztynie, senator I kadencji[74]
  - Józef Kossecki – polski inżynier, politolog, cybernetyk społeczny, dziennikarz, publicysta, nauczyciel akademicki i polityk[75]
  - Jonah Lomu – nowozelandzki rugbysta[76]
  - Bolesław Makutynowicz – radziecki funkcjonariusz sił specjalnych, dowódca wileńskiego OMON-u[77]
  - Mack McCormick – amerykański muzykolog i folklorysta[78]
  - Rudolf von Thadden – niemiecki profesor nauk filozoficznych[79][80]
  - Przemysław Trojan – polski biolog, prof. zw. dr hab., uczestnik powstania warszawskiego[81]
  - Mal Whitfield – amerykański lekkoatleta, trzykrotny mistrz olimpijski[82]
- 17 listopada
  - Dżihadi John – brytyjski terrorysta kuwejckiego pochodzenia działający w Syrii w ramach ISIS[83]
  - Drago Grubelnik – słoweński narciarz alpejski[84]
  - Aleksandra Krygier-Stojałowska – polski patolog, prof. dr hab.[85]
  - Bert Olmstead – kanadyjski hokeista i trener[86]
  - Zofia Trojanowiczowa – polska filolog, profesor nauk humanistycznych[87]
- 16 listopada
  - David Canary – amerykański aktor[88]
  - Roman Czubaty – polski pianista, organista, kompozytor i aranżer[89]
  - Jerzy Katlewicz – polski dyrygent i pedagog, profesor Akademii Muzycznej w Krakowie[90]
  - Ludwik Kiczura – polski artysta-plastyk zajmujący się szkłem artystycznym, profesor na Akademii Sztuk Pięknych we Wrocławiu[91]
  - Edward Leśniak – polski dr inż. melioracji i budownictwa wodnego, kawaler orderów[92]
  - Seymour Lipkin – amerykański pianista i dyrygent[93]
  - Przemysław Maciołek – polski gitarzysta, jeden z założycieli zespołu Poluzjanci[94]
  - Eugenia Różańska – polska kombatantka II wojny światowej, sierżant Ludowego Wojska Polskiego, Platerówka, dama orderów[95]
  - Anna Ziemilska – polska specjalistka kultury fizycznej, prof. dr hab.[96]
  - Zdzisław Sroka – polski dziennikarz sportowy[97]
- 15 listopada
  - Władysław Czyszczoń – polski artysta-plastyk zajmujący się szkłem artystycznym, odznaczony Medalem „Zasłużony Kulturze Gloria Artis”[98]
  - Guo Jie – chiński lekkoatleta[99]
  - Vincent Margera – amerykański aktor[100]
  - Moira Orfei – włoska artystka cyrkowa, aktorka i osobowość telewizyjna[101]
  - P.F. Sloan – amerykański piosenkarz i autor piosenek[102]
- 14 listopada
  - Adolf Chmurzyński – polski adwokat, żołnierz AK, kawaler orderów[103]
  - Saeed Jaffrey – indyjski aktor[104]
  - Warren Mitchell – angielski aktor[105]
- 13 listopada
  - Giorgio Bambini – włoski bokser, medalista olimpijski[106]
  - Janusz Szymański – polski fryzjer, mistrz fryzjerstwa artystycznego[107]
- 12 listopada
  - Lucian Bălan – rumuński piłkarz i trener piłkarski[108]
  - Márton Fülöp – węgierski piłkarz grający na pozycji bramkarza[109]
  - Pál Várhidi – węgierski piłkarz i trener piłkarski[110]
- 11 listopada
  - Kazimierz Bogacz – polski żołnierz Armii Krajowej, podpułkownik Wojska Polskiego[111]
  - Tadeusz Chwałka – polski działacz związkowy, przewodniczący Forum Związków Zawodowych[112]
  - Michał Jankowski – polski matematyk, informatyk, działacz opozycji[113]
  - Nathaniel Marston – amerykański aktor[114]
  - Edmund Nartowicz – polski lekarz, prof. dr hab., wykładowca Akademii Medycznej w Bydgoszczy[115]
  - Phil Taylor – angielski perkusista rockowy, muzyk metalowej grupy Motörhead[116]
- 10 listopada
  - Robert Craft – amerykański dyrygent i muzykolog (ur. 1923)[117]
  - Pat Eddery – irlandzki dżokej i trener[118]
  - André Glucksmann − francuski pisarz i filozof[119]
  - Jacek Natanson – polski prozaik[120]
  - Stanisław Pietruch – polski nauczyciel aktorstwa cyrkowego, dyrektor Państwowej Szkoły Sztuki Cyrkowej w Julinku[121]
  - Johannes Pujasumarta − indonezyjski arcybiskup katolicki[122]
  - Klaus Roth – brytyjski matematyk[123]
  - Helmut Schmidt – niemiecki polityk należący do Socjaldemokratycznej Partii Niemiec (SPD), kanclerz Niemiec w latach 1974–1982[124]
  - Allen Toussaint – amerykański muzyk soulowy, jazzowy, bluesowy i R&B, autor tekstów, kompozytor, producent muzyczny[125]
  - Tim Valentine – amerykański polityk Partii Demokratycznej[126]
  - Laurent Vidal – francuski triathlonista, olimpijczyk (2008 i 2012)[127]
  - Michael Wright – amerykański koszykarz[128]
- 9 listopada
  - Danuta Antonina Brodowska – polska poetka, tłumaczka, działaczka społeczna na rzecz relacji polsko-litewskich[129]
  - Ernst Fuchs – austriacki malarz, grafik i muzyk[130]
  - Jacek Marcinkowski – polski specjalista w dziedzinie szkółkarstwa roślin ozdobnych, dr inż., wykładowca i autor podręczników akademickich[131]
  - Stanisław Peroń – polski specjalista techniki rolnej, prof. dr hab. inż.[132]
  - Selwyn Sese Ala – vanuacki piłkarz[133]
  - Andy White – szkocki perkusista[134]
- 8 listopada
  - Abd al-Karim al-Irjani – jemeński polityk, premier (1998–2001)[135]
  - Andriej Eszpaj – radziecki i rosyjski kompozytor[136]
  - Tadeusz Makowski – polski działacz ludowy i prawnik, poseł na Sejm  II, III, IV i V kadencji (1957–1972), przewodniczący Prezydium WRN w Koszalinie (1966–1968)[137]
  - Halina Lipska-Koziołowa – polski nefrolog, działaczka podziemia niepodległościowego w czasie II wojny światowej, uczestniczka powstania warszawskiego[138]
  - Stanisław Pużyński – polski psychiatra, prof. zw. dr hab.[139]
  - Tadeusz Tulibacki – polski hotelarz, publicysta, redaktor i działacz branży hotelarskiej, wykładowca akademicki[140]
- 7 listopada
  - Eugeniusz Baran – polski ekonomista i polityk, przewodniczący Prezydium Miejskiej Rady Narodowej w Będzinie (1965–1972)[141]
  - Gunnar Hansen – amerykański aktor filmowy pochodzenia islandzkiego[142]
  - Eddie Hoh – amerykański perkusista rockowy[143]
  - Władysław Knabe – polski specjalista w zakresie budownictwa, prof. dr hab. inż.[144]
  - Andrzej Królikowski – polski inżynier środowiska[145]
  - Icchak Nawon – izraelski polityk, prezydent Izraela w latach 1978–1983[146]
  - Alfred Sierzputowski – polski poeta, satyryk, prozaik i publicysta[147]
- 6 listopada
  - Stanisław Banach – polski neurolog, prof. dr hab., kierownik Katedry i Kliniki Neurologii AMG[148]
  - Maria Gołaszewska – polska filozof[149]
  - Bogdan Stypułkowski – polski specjalista w zakresie budownictwa, prof. zw. dr inż., wykładowca Politechniki Wrocławskiej[150]
- 5 listopada
  - Bruno Benthien – wschodnioniemiecki geograf i polityk, minister turystyki (1989–1990)[151]
  - Halina Garwolińska – polski reumatolog, doktor habilitowana nauk medycznych w zakresie medycyny, specjalność: medycyna[152]
  - Czesław Kiszczak – polski wojskowy i polityk, generał broni, działacz komunistyczny, minister spraw wewnętrznych (1981–1990), prezes Rady Ministrów PRL (1989), wicepremier (1989–1990)[153]
  - Czesław Kupisiewicz – polski humanista, specjalista w dziedzinie pedagogiki, prof. zw. dr hab. czł. rzecz. PAN, prorektor UW[154][155]
  - Michaił Lesin – rosyjski polityk, doradca Władimira Putina[156]
- 4 listopada
  - Piotr Krystian Domaradzki – polski pisarz, eseista i dziennikarz, wikipedysta, działacz polonijny[157]
  - Janina Fijałkowska – polska lekkoatletka, medalistka mistrzostw Polski weteranów w biegach długich, maratonie i chodzie sportowym w kategorii wiekowej K60[158]
  - Veikko Heinonen – fiński skoczek narciarski[159]
  - René Girard – francuski uczony, historyk, krytyk literacki, antropolog filozoficzny[160]
  - Melissa Mathison – amerykańska scenarzystka filmowa i telewizyjna, działaczka na rzecz wolnego Tybetu[161]
  - Jerzy Sadek – polski piłkarz[162]
  - Leon Sinden – angielski aktor i reżyser[163]
  - Piotr Zawada – polski instruktor modelarstwa lotniczego, wielokrotny reprezentant Polski, mistrz świata[164]
- 3 listopada
  - Adriana Campos – kolumbijska aktorka[165]
  - Ahmad al-Dżalabi – iracki polityk[166]
  - Csaba Fenyvesi – węgierski szermierz, szpadzista[167]
  - Tom Graveney – angielski krykiecista[168]
  - Eugeniusz Karpiński – polski działacz podziemia niepodległościowego w czasie II wojny światowej, powojenny działacz kombatancki, kawaler orderów[169]
  - Mariusz Karpowicz – polski historyk sztuki, prof. zw. dr hab.[170]
  - Fred McNeill – amerykański futbolista[171]
  - Stanisław Potempski – polski działacz podziemia niepodległościowego w czasie II wojny światowej, powojenny działacz kombatancki, kawaler orderów[172]
  - Waldemar Prokopowicz – polski reżyser filmowy[173]
- 2 listopada
  - Andrzej Ciechanowiecki – polski historyk sztuki, mecenas kultury i kolekcjoner sztuki, antykwariusz, filantrop[174]
  - Mike Davies – walijski tenisista[175]
  - Zdzisław Dyląg – polski specjalista w zakresie budownictwa, wykładowca Politechniki Białostockiej oraz WAT, autor podręczników akademickich[176]
  - Joaquim Muns Albuixech – hiszpański ekonomista i polityk, poseł do Parlamentu Europejskiego[177]
  - Barbara Olszańska(inne języki) – polski redaktor i wydawca, tłumaczka i recenzentka książek[178]
  - Tommy Overstreet – amerykański piosenkarz country[179]
  - Miroslav Poljak – jugosłowiański piłkarz wodny[180]
  - Colin Welland – brytyjski aktor i scenarzysta[181]
  - Temistoklis Wizas – grecki polityk i prawnik, parlamentarzysta krajowy i europejski[182]
- 1 listopada
  - Andrzej Deptuch – polski franciszkanin[183]
  - Anselmo Gouthier – włoski polityk i prawnik, eurodeputowany I kadencji (1979–1984)[184]
  - Stephen Hancock – brytyjski aktor[185]
  - Magdalena Kunicka-Paszkiewicz – polska animatorka kultury, współorganizatorka Festiwalu Polskich Wideoklipów Yach Film[186]
  - Charles Duncan Michener – amerykański entomolog[187]
  - Günter Schabowski – niemiecki polityk[188]
  - Fred Thompson – amerykański prawnik, aktor, lobbysta i polityk[189]